# Mala Sen
Mala Sen (* 3. Juni 1947 in Mussoorie, Uttarakhand; † 21. Mai 2011) war eine indische Schriftstellerin, politische Aktivistin und Frauenrechtlerin.

## Leben
Mala Sen wurde in Mussoorie (Masuri) im nordindischen Bundesstaat Uttarakhand geboren. Ihre Eltern ließen sich 1953 scheiden und Mala wuchs bei ihrem Vater auf. Als Angehöriger des Militärs zog ihr Vater mit seiner Tochter oft um. In Mumbai besuchte sie das Nirmala Niketan College, verliebte sich und emigrierte 1965 nach London. Um ihren Lebensunterhalt zu bestreiten, arbeitete Mala Sen als Aushilfe. Durch ihre spätere Tätigkeit als Frauenrechtlerin im Zusammenhang mit den Schicksalen von Immigrantinnen und Textilarbeitern aus dem indischen Subkontinent kam sie in den 1960er-Jahren zum Schreiben, später zum Journalismus. Durch Presseberichte anlässlich von Recherchen in Indien wurde sie auf Phoolan Devi aufmerksam gemacht. Nachdem es mit Kapur und mit Phoolan Devi im Zusammenhang mit der Verfilmung von Devis Biografie zu Auseinandersetzungen gekommen war, zog sich Mala Sen zunehmend aus dem öffentlichen Leben zurück. Sie verstarb am 21. Mai 2011.

## Werk
International bekannt wurde Mala Sen für ihre Biografie India’s Bandit Queen. The true Story of Phoolan Devi (Deutsch: Die Geschichte der Phoolan Devi. Ein indisches Frauenschicksal), die aus dem Englischen in verschiedene Sprachen übersetzt wurde. Shekhar Kapur gab bei der ersten Aufführung von Bandit Queen im August 1994 in Indien bekannt, dass sein Spielfilm auf der Biografie von Mala Sen über Phoolan Devi beruhe. Kapurs endgültige Fassung der Verfilmung entstand gegen den Willen von Phoolan Devi und Mala Sen und wurde von verschiedenen Seiten vehement kritisiert, unter anderem seiner exzessiven Gewaltdarstellung und wegen der Nacktaufnahmen und den im Film dargestellten Vergewaltigungen. So kritisierte die Schriftstellerin und Feministin Arundhati Roy bei der Filmpremiere Kapurs ausbeuterischen Umgang mit dem Stoff und seine Ignoranz gegenüber Phoolan Devi.

## Werke (unvollständig)
- India’s Bandit Queen. The true Story of Phoolan Devi. HarperCollins Canada, New Delhi 1993, ISBN 0-04-440888-9 (englisch).